# Stor tujamossa
Stor tujamossa (Thuidium tamariscinum) är en bladmossart som beskrevs av W. P. Schimper in B.S.G. 1852. Stor tujamossa ingår i släktet tujamossor, och familjen Thuidiaceae. Arten är reproducerande i Sverige. Inga underarter finns listade i Catalogue of Life.

## Bildgalleri

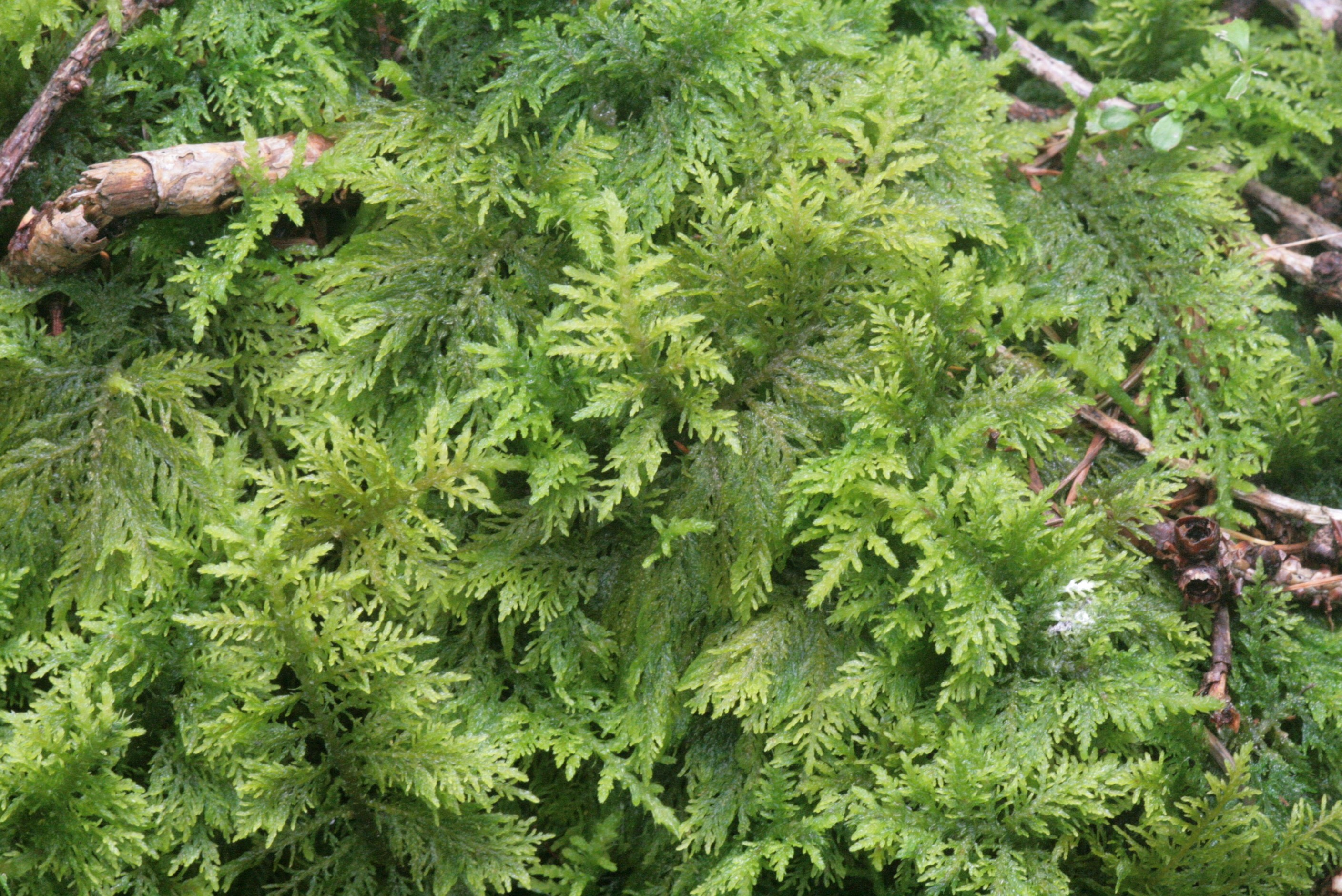
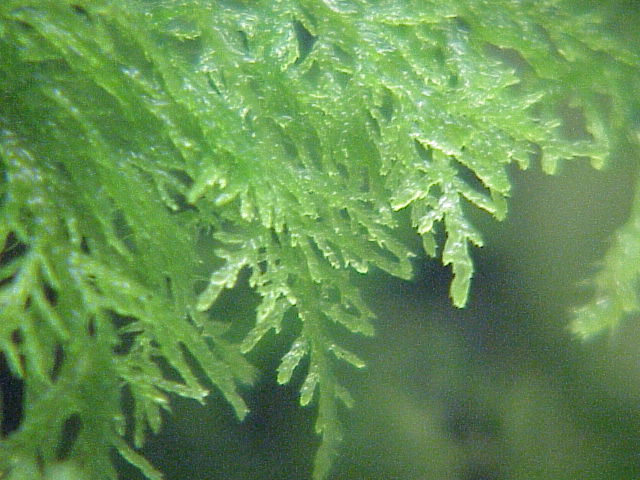
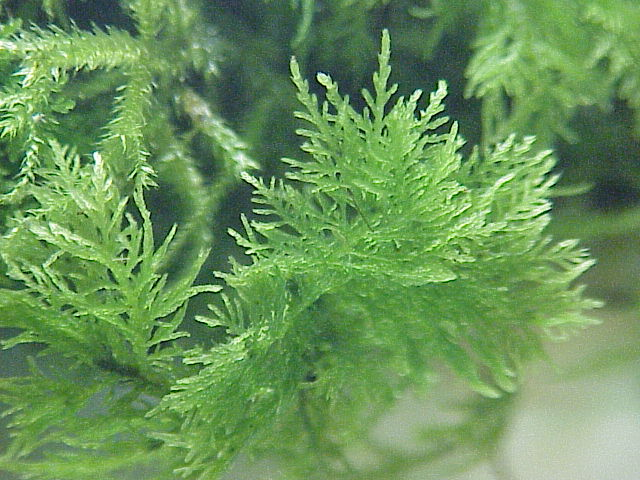
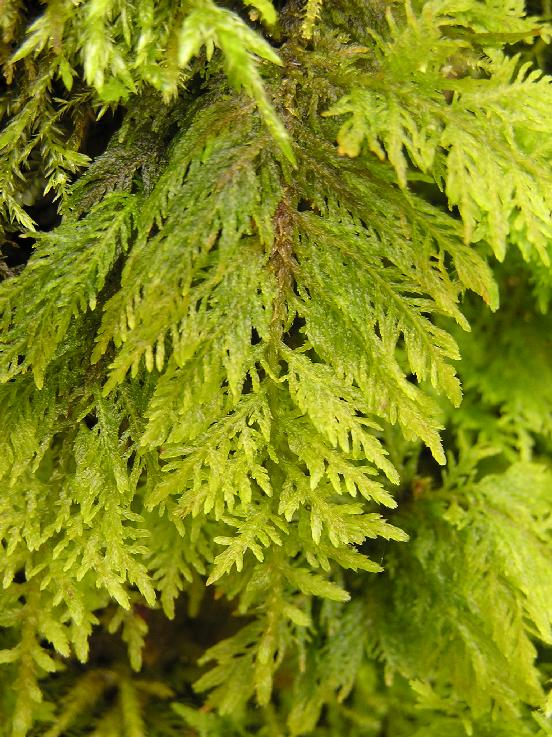
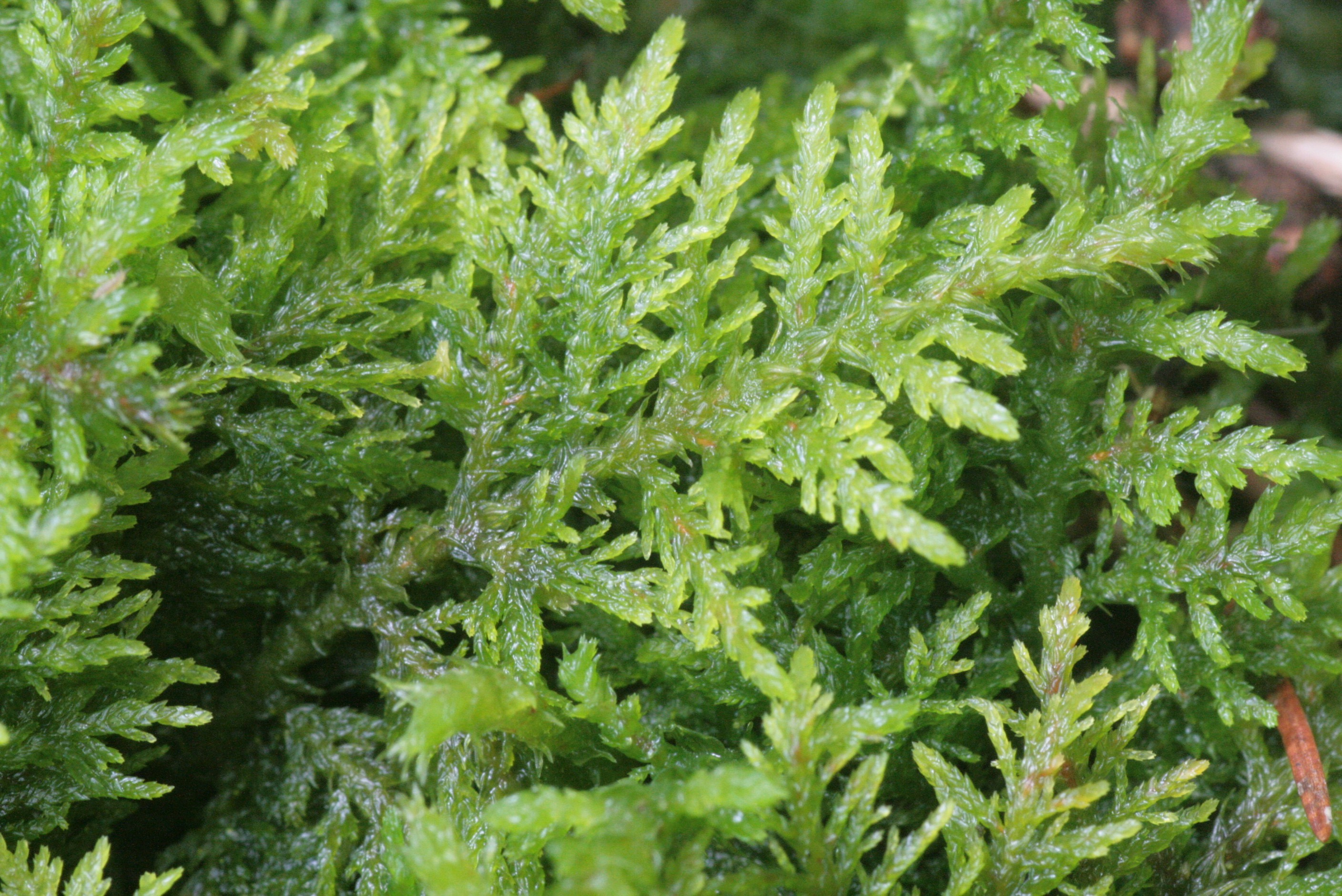
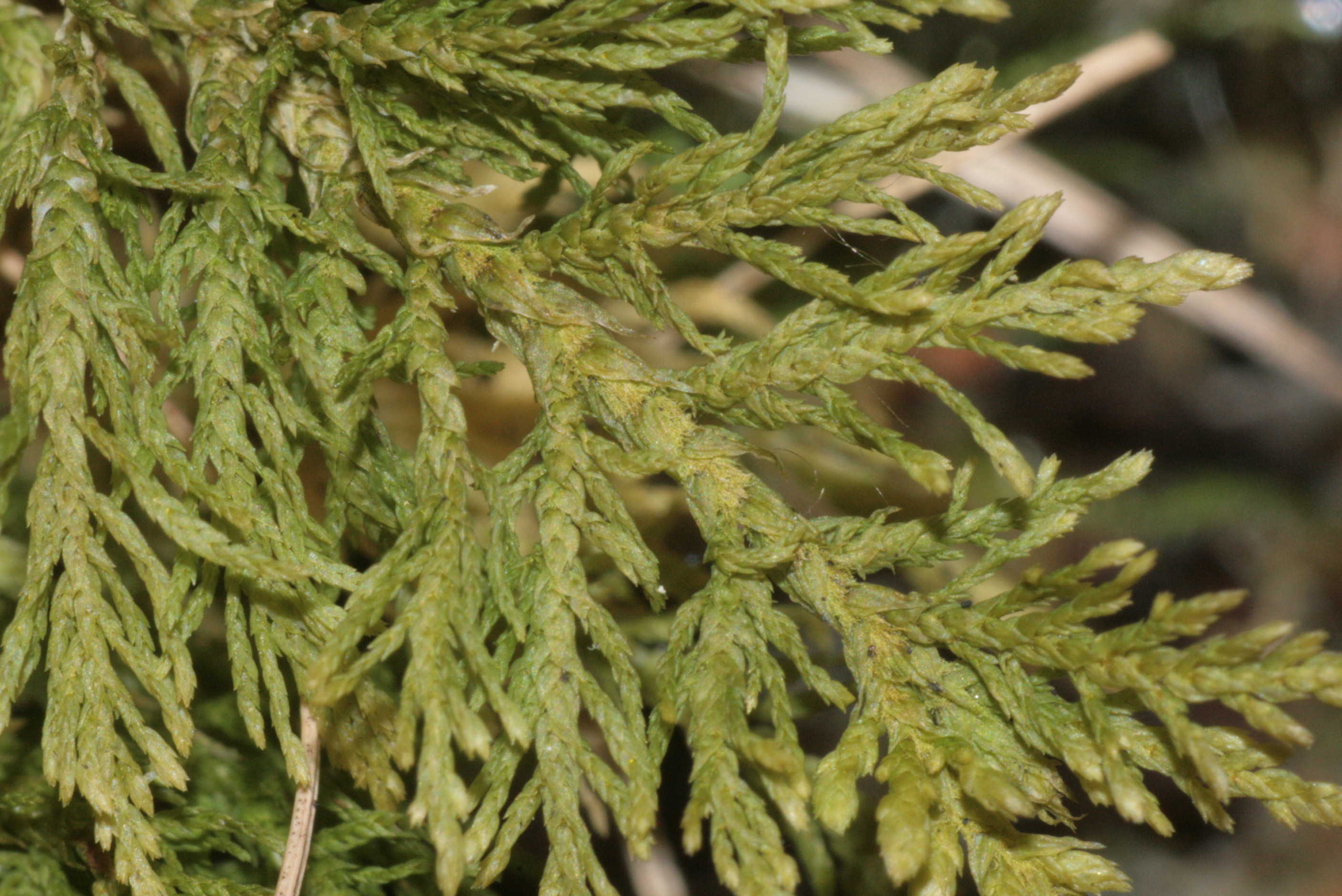